# Joseph L. Mankiewicz
Joseph Leo Mankiewicz (11. veljače 1909. – 5. veljače 1993.) bio je američki scenarist, redatelj i producent.

## Životopis
Rođen je u Wilkes-Barreu, Pennsylvania, u obitelji Franka Mankiewicza i Johanne Blumenau, židovskih imigranata iz  Njemačke. Mankiewicz se s obitelji preselio u New York gdje je maturirao u srednjoj školi Stuyvesant. 1928. je diplomirao na sveučilištu Columbia. Prije nego što se počeo baviti filmom, radio je u Berlinu kao strani dopisnik za Chicago Tribune.
Tijekom svoje duge karijere u Hollywoodu, Maknkiewicz je napisao 48 scenarija, uključujući onaj za film Sve o Evi, za kojeg je dobio Oscara. Ulogu Margo Channing u Sve o Evi je napisao za Claudette Colbert. Divio se njenoj "dosjetljivosti i otmjenosti" te je mislio kako će ona odigrati ulogu "elegantne pijanice" koju će publika vrlo brzo prihvatiti. Prije nego što je snimanje počelo, Colbert je ozbiljno ozlijedila leđa, i iako je 20th Century Fox odgodio produkciju filma za dva mjeseca dok se ne oporavi, ona ipak nije bila spremna pa je ulogu preuzela Bette Davis. Godinama poslije Mankiewicz je komentirao kako je još zamišljao kako bi Colbert efektno utjelovila glavnu junakinju. Producirao je još više od dvadeset filmova, među ostalima i Priču iz Philadelphije koja je 1941. bila nominirana za Oscara za najbolji film. Međutim, najpoznatiji je po filmovima koje je režirao, a dva puta je osvojio Oscara za režiju.

## Filmografija
- Backfire (1946.)
- Dragonwyck (1946.)
- Negdje u noći (1946.)
- Pokojni George Apley (1947.)
- Duh i gđa. Muir (1947.)
- Bijeg (1948.)
- Pismo trima ženama (1949.)
- Kuća stranaca (1949.)
- Bez izlaza (1950.)
- Sve o Evi (1950.)
- People Will Talk (1951.)
- 5 prstiju (1952.)
- Julije Cezar (1953.)
- Bosonoga kontesa (1954.)
- Guys and Dolls (1955.)
- Mirni Amerikanac (1958.)
- Iznenada, prošlog ljeta (1959.)
- Kleopatra (1963.)
- Carol for Another Christmas (1964.) (TV)
- The Honey Pot (1967.)
- There Was a Crooked Man... (1970.)
- Njuškalo (1972.)

## Vanjske poveznice
- Joseph L. Mankiewicz u internetskoj bazi filmova IMDb-u (engl.)
- Senses of Cinema: Great Directors Critical Database